# Anthocercis angustifolia
Anthocercis angustifolia ist eine Pflanzenart aus der Gattung Anthocercis in der Familie der Nachtschattengewächse (Solanaceae). Sie ist ein Endemit South Australias. 

## Beschreibung
Anthocercis angustifolia ist ein aufrecht wachsender Strauch, der Wuchshöhen bis 2,5 m erreicht. Er ist mäßig bis dicht mit drüsigen Trichomen besetzt, manchmal sind vereinzelte, nicht drüsige Trichome vorhanden. Die Laubblätter sind aufsitzend, die Blattspreite ist linealisch, selten schmal elliptisch bis umgekehrt eiförmig. Sie werden 2 bis 50 mm lang und 0,5 bis 6 mm breit, wobei die früh ausgebildeten Blätter größer sind. Pflanzen aus den Populationen in der Flinderskette haben oftmals kleinere Blätter. Der Blattrand ist ganzrandig, die Blattoberfläche ist behaart, an den unteren Blättern verliert sich die Behaarung.
Die Blüten stehen einzeln an 2 bis 6 mm langen Blütenstielen. Der Kelch besitzt eine Länge von 4 bis 7 mm. Die Krone ist weiß bis cremé-gelb gefärbt, 19 bis 28 mm lang und ist mit linealischen, 12 bis 20 mm langen Kronlappen besetzt. Die Staubblätter sind 3 bis 6 mm lang.
Die Frucht ist eine breit eiförmig-elliptische bis birnenförmige Kapsel, die eine Länge von 4 bis 9 mm erreicht. Die Samen sind 1,7 bis 2,2 mm lang.

## Verbreitung und Standorte
Die Art ist ein Endemit South Australias und kommt dort nur in verstreuten Populationen in den Adelaide Hills und der Flinderskette vor. Die Art wächst in Lehmböden an felsigen Standorten.

## Systematik
Anthocercis angustifolia wurde 1854 durch Ferdinand Jacob Heinrich von Mueller in Trans. Philos. Soc. Victoria, 1, S. 21 erstbeschrieben. Das Typusmaterial stammt aus der Nähe des Mount Lofty in den Adelaide Hills. Das Artepitheton angustifolia leitet sich von den lateinischen Wörtern angustus (schmal) und folius (Blatt) und bezieht sich auf die schmalen Blätter dieser Art.

## Nachweise
- Rosemaris W. Purdie, David E. Symon und Laurie Haegi: Anthocercis angustifolia. In: Bureau of Flora and Fauna (Hrsg.): Solanaceae (Flora of Australia; Bd. 29). Australian Government Publishing Service, Canberra 1982, S. 8. ISBN 0-642-07015-6.
- Datenblatt bei The Electronic Flora of South Australia des The State Herbarium of South Australia.